# Jailbreak (album Thin Lizzy)
| Recensione                        | Giudizio      |
| --------------------------------- | ------------- |
| AllMusic                          | [ 4 ]         |
| Robert Christgau                  | B-            |
| The New Rolling Stone Album Guide | [ 6 ]         |
| Sputnikmusic                      | 5.0 (Classic) |
| Debaser                           | [ 8 ]         |
| Progboard                         | [ 9 ]         |
| Dizionario del Pop-Rock           | [ 10 ]        |
| 24.000 dischi                     | [ 11 ]        |

Jailbreak è il sesto album dei Thin Lizzy, pubblicato nel marzo 1976.
Il disco fu il maggiore successo commerciale della band, grazie ai singoli Jailbreak e The Boys Are Back in Town.

## Tracce
Lato A
1. Jailbreak – 4:05 (Phil Lynott)
2. Angel from the Coast – 3:40 (Phil Lynott, Brian Robertson)
3. Running Back – 3:25 (Phil Lynott)
4. Romeo and the Lonely Girl – 4:20 (Phil Lynott)
5. Warriors – 4:05 (Phil Lynott, Scott Gorham)

Lato B
1. The Boys Are Back in Town – 5:00 (Phil Lynott)
2. Fight or Fall – 4:45 (Phil Lynott)
3. Cowboy Song – 5:15 (Brian Downey, Phil Lynott)
4. Emerald – 4:00 (Scott Gorham, Brian Robertson, Brian Downey, Phil Lynott)

Edizione doppio CD del 2011 (Deluxe Edition), pubblicato dalla Mercury Records (5332052)
CD 1
1. Jailbreak (Phil Lynott)
2. Angel from the Coast (Phil Lynott, Brian Robertson)
3. Running Back (Phil Lynott)
4. Romeo and the Lonely Girl (Phil Lynott)
5. Warriors (Phil Lynott, Scott Gorham)
6. The Boys Are Back in Town (Phil Lynott)
7. Fight or Fall (Phil Lynott)
8. Cowboy Song (Brian Downey, Phil Lynott)
9. Emerald (Scott Gorham, Brian Robertson, Brian Downey, Phil Lynott)

CD 2
1. The Boys Are Back in Town (Phil Lynott) – Remix
2. Jailbreak (Phil Lynott) – Remix
3. The Boys Are Back in Town (Phil Lynott) – Alternate Vocal Remix
4. Emerald (Scott Gorham, Brian Robertson, Brian Downey, Phil Lynott) – Remix
5. Jailbreak (Phil Lynott) – BBC Session 12/02/76
6. Emerald (Scott Gorham, Brian Robertson, Brian Downey, Phil Lynott) – BBC Session 12/02/76
7. Cowboy Song (Brian Downey, Phil Lynott) – BBC Session 12/02/76
8. Warriors (Phil Lynott, Scott Gorham) – BBC Session 12/02/76
9. Fight or Fall (Phil Lynott) – Extended Version - Rough Mix
10. Blues Boy (Phil Lynott) – Previously Unreleased Studio Track
11. Derby Blues (Brian Downey, Phil Lynott) – Early Live Version of Cowboy Song, Recorded Derby College of Technology, England 02/11/75

## Formazione
- Phil Lynott - basso, chitarra acustica, voce
- Scott Gorham - chitarra solista, chitarre
- Brian Robertson - chitarra solista, chitarre
- Brian Downey - batteria, percussioni

Note aggiuntive
- John Alcock - produttore
- Registrato e mixato al Ramport Studios di Londra (Inghilterra)
- Will Reld Dick - ingegnere delle registrazioni
- Neil Hornby - assistente ingegnere delle registrazioni
- Ringraziamento speciale a: John, Will, Neil, Chris and Chris, Freaky Pete, Big Charlie, Tony Lloyd Williams, Tony Kelly, Nala[15]

## Classifica

### Album
| Anno | Classifica            | Posizione raggiunta |
| ---- | --------------------- | ------------------- |
| 1976 | Official Albums Chart | 10                  |
| 1976 | Billboard 200         | 18                  |

### Singoli
| Anno | Titolo del brano          | Classifica             | Posizione raggiunta |
| ---- | ------------------------- | ---------------------- | ------------------- |
| 1976 | The Boys Are Back in Town | Official Singles Chart | 8                   |
| 1976 | Jailbreak                 | Official Singles Chart | 31                  |
| 1976 | The Boys Are Back in Town | Billboard Hot 100      | 12                  |